# グレン・パーキンス
グレン・ウェストン・パーキンス（Glen Weston Perkins, 1983年3月2日 - ）は、アメリカ合衆国ミネソタ州セントポール出身の元プロ野球選手（投手）。左投左打。愛称はペルク。

## 経歴
2004年のMLBドラフト1巡目（全体22位）でミネソタ・ツインズから指名され、プロ入り。
2006年9月21日にメジャーデビューを果たし同年、4試合に登板。
2007年は19試合に登板。
2008年はAAA級ロチェスター・レッドウイングスで開幕を迎えたが、5月10日に故障者リスト入りしたスコット・ベイカーに代わりメジャー昇格を果たし、先発ローテーション入りを果たした。チーム最多タイの12勝を記録した。
2009年は6勝に終わった。
2010年にリリーフへ転向し、13試合に登板したが、防御率は2年連続で5.80を超えた。
2011年はリリーフ陣の一角として65試合に登板し、防御率2.48という好成績を残した。この年から、奪三振が投球イニングを上回るようになり以後、2014年まで4年連続で継続中である (2014年度シーズン終了時) 。これらの好投ぶりが評価され、オフに球団の最優秀投手賞、同カムバック賞を受賞した。
2012年3月8日に翌年から3年1030万ドル (2016年は450万ドルのオプション) でツインズと契約を延長した。
この年もセットアッパーとして起用されたが、シーズン途中でクローザーにコンバートされて16セーブを挙げた。被本塁打が前年の2本から8本まで増えたが、防御率は2.56と前年に近い水準の数値をキープした。また、奪三振率が10を超えた。
2013年開幕前の2月27日に第3回ワールド・ベースボール・クラシック(WBC)のアメリカ合衆国代表に選出された。
シーズンでは、開幕から抑えに定着した。前半戦で21セーブをマークしてオールスターに選出され、チームからボーナスを支給された。最終的には61試合に登板して、ア・リーグ9位の36セーブ、60試合以上の投げたシーズンでは自己最高の防御率2.30をマークした。また、ホームでは防御率1.62と好投した。
2014年3月14日にツインズと新たに総額2217万5000ドルの4年契約（2018年・650万ドルのオプション付き）を結んだ。この年も抑えとして、ア・リーグ6位となる34セーブをマーク、4年連続で60試合以上に投げたが、防御率は3.65まで悪化した。
2015年シーズン前半は抑えとして、28回のセーブ機会をすべて成功という成果を残した。オールスターにも3年連続で選出された。しかしシーズン後半は故障もあり、オールスター後の防御率7.32と大きく調子を落とした。通年では60試合でマウンドに登り、防御率3.32・3勝5敗・リーグ8位タイ且つ3年連続30以上となる32セーブを記録した。なお、被本塁打は2年連続で増加して9本浴びた。
2016年は2試合に登板して防御率9.00を記録していたが、肩に不調が生じ、6月の検査の結果、残りのシーズンを欠場して手術を受ける必要性が発生し、そのまま離脱終了となった。
2017年11月2日にFAとなり、2018年1月23日に引退を表明した。

## 投球スタイル
94～97mphのフォーシームと82～86mphのスライダーの2つで全投球の8割以上を占める。その他には、93～97mphのツーシームも投げる。先発時代はカーブ、チェンジアップもよく投げていたが、2011年からはほぼ前述の3球種しか投げていない。

## 詳細情報

### 年度別投手成績
| 年 度     | 球 団     | 登 板 | 先 発 | 完 投 | 完 封 | 無 四 球 | 勝 利 | 敗 戦 | セ 丨 ブ | ホ 丨 ル ド | 勝 率 | 打 者 | 投 球 回 | 被 安 打 | 被 本 塁 打 | 与 四 球 | 敬 遠 | 与 死 球 | 奪 三 振 | 暴 投 | ボ 丨 ク | 失 点 | 自 責 点 | 防 御 率 | W H I P |
| --------- | --------- | ----- | ----- | ----- | ----- | -------- | ----- | ----- | -------- | ----------- | ----- | ----- | -------- | -------- | ----------- | -------- | ----- | -------- | -------- | ----- | -------- | ----- | -------- | -------- | ------- |
| 2006      | MIN       | 4     | 0     | 0     | 0     | 0        | 0     | 0     | 0        | 1           | ----  | 20    | 5.2      | 3        | 0           | 0        | 0     | 0        | 6        | 0     | 0        | 1     | 1        | 1.59     | 0.53    |
| 2007      | MIN       | 19    | 0     | 0     | 0     | 0        | 0     | 0     | 0        | 3           | ----  | 115   | 28.2     | 23       | 2           | 12       | 0     | 2        | 20       | 2     | 0        | 10    | 10       | 3.14     | 1.22    |
| 2008      | MIN       | 26    | 26    | 0     | 0     | 0        | 12    | 4     | 0        | 0           | .750  | 661   | 151.0    | 183      | 25          | 39       | 0     | 3        | 74       | 2     | 1        | 81    | 74       | 4.41     | 1.47    |
| 2009      | MIN       | 18    | 17    | 0     | 0     | 0        | 6     | 7     | 0        | 0           | .462  | 423   | 96.1     | 120      | 13          | 23       | 0     | 1        | 45       | 2     | 1        | 64    | 63       | 5.89     | 1.48    |
| 2010      | MIN       | 13    | 1     | 0     | 0     | 0        | 1     | 1     | 0        | 0           | .500  | 98    | 21.2     | 29       | 3           | 5        | 1     | 4        | 14       | 0     | 0        | 16    | 14       | 5.82     | 1.57    |
| 2011      | MIN       | 65    | 0     | 0     | 0     | 0        | 4     | 4     | 2        | 17          | .500  | 253   | 61.2     | 55       | 2           | 21       | 5     | 1        | 65       | 3     | 0        | 19    | 17       | 2.48     | 1.23    |
| 2012      | MIN       | 70    | 0     | 0     | 0     | 0        | 3     | 1     | 16       | 11          | .750  | 281   | 70.1     | 57       | 8           | 16       | 3     | 3        | 78       | 3     | 0        | 25    | 20       | 2.56     | 1.04    |
| 2013      | MIN       | 61    | 0     | 0     | 0     | 0        | 2     | 0     | 36       | 0           | 1.000 | 240   | 62.2     | 43       | 5           | 15       | 0     | 3        | 77       | 0     | 0        | 16    | 16       | 2.30     | 0.93    |
| 2014      | MIN       | 63    | 0     | 0     | 0     | 0        | 4     | 3     | 34       | 0           | .571  | 260   | 61.2     | 62       | 7           | 11       | 2     | 2        | 66       | 3     | 0        | 29    | 25       | 3.65     | 1.18    |
| 2015      | MIN       | 60    | 0     | 0     | 0     | 0        | 3     | 5     | 32       | 3           | .375  | 238   | 57.0     | 58       | 9           | 10       | 2     | 0        | 54       | 4     | 0        | 21    | 21       | 3.32     | 1.19    |
| 2016      | MIN       | 2     | 0     | 0     | 0     | 0        | 0     | 0     | 0        | 0           | ----  | 12    | 2.0      | 5        | 0           | 1        | 0     | 0        | 3        | 2     | 0        | 2     | 2        | 9.00     | 3.00    |
| 2017      | MIN       | 8     | 0     | 0     | 0     | 0        | 0     | 0     | 0        | 0           | ----  | 34    | 5.2      | 8        | 0           | 5        | 0     | 3        | 2        | 0     | 0        | 6     | 6        | 9.53     | 2.29    |
| MLB：12年 | MLB：12年 | 409   | 44    | 0     | 0     | 0        | 35    | 25    | 120      | 35          | .583  | 2635  | 624.1    | 646      | 74          | 158      | 13    | 22       | 504      | 21    | 2        | 290   | 269      | 3.88     | 1.29    |

### 記録
- オールスターゲーム選出：3回（2013年 - 2015年）

### 代表歴
- 2013 ワールド・ベースボール・クラシック・アメリカ合衆国代表

### 背番号
- 60（2006年 - 2007年）
- 15（2008年 - 2017年）